# Solenopsis pygmaea
Solenopsis pygmaea é uma espécie de formiga do gênero Solenopsis, pertencente à subfamília Myrmicinae.